# 建设局 (新加坡)
建設局（英語：Building and Construction Authority, BCA），是新加坡政府的法定機構，隸屬於國家發展部。該局成立於1999年4月1日，由原建築業發展局及原公共建設署建設監控組合併而成。